# Иржи Хаичек
Иржи Хаичек (на чешки: Jiří Hájíček) е чешки писател, автор на романи, повести и разкази.

## Биография
Роден е на 11 септември 1969 г. в Ческе Будейовице. През 1985 г. завършва гимназия в Тин над Вълтавоу, а през 1989 г. Висшето земеделско училище в Ческе Будейовице. Занимава се със земеделие, а от 1993 г. е банков служител. Започва да пише стихове от 1980-те години. Публикува ги в поредицата за млада поезия „Търся те в този град“, която се води от Мирек Коваржик. През 1998 г. издава първият си сборник с разкази „Snídaně na refýži“.

## Творчество
Творбите на Хаичек принадлежът към реалистичното течение в съвременната чешка литература. Издава сборници с разкази, повести и романи. Сътрудничи на чешките литературни списания „Хост“, „Револвер ревю“, „Твар“ и „Пандора“.
- 1998 г. – „Snídaně na refýži“ (сборник разкази)
- 2001 г. – „Zloději zelených koní“ (роман)
- 2002 г. – „Dobrodruzi hlavního proudu“ (роман)
- 2005 г. – „Селски барок“ (роман)
- 2007 г. – „Fotbalové deníky“ (повест)
- 2012 г. – „Рибя кръв“ (роман)

## Награди
Носител е на чешката литературна награда „Магнезия Литера“ за 2006 г. в категорията „Проза“ за романа „Селски барок“, а през 2013 г. в категорията „Книга на годината“ за романа „Рибя кръв“.